# Wretched (Band)
Wretched ist eine US-amerikanische Extreme-Metal-Band aus Charlotte, North Carolina, die im Jahr 2005 unter dem Namen And Since Forgotten gegründet wurde.

## Geschichte
Die Band wurde im September 2005 vom Schlagzeuger Marshall Wieczorek und dem Gitarristen Steven Funderburk unter dem Namen And Since Forgotten gegründet. Als weitere Mitglieder kamen kurze Zeit später der Gitarrist Joel Moore sowie Sänger Billy Powers nebst Bassist David Briggs zur Besetzung. Es folgte eine Tour durch die Ostküste der Vereinigten Staaten, ehe die Gruppe, die sich inzwischen in Wretched umbenannt hatte, im Jahr 2008 einen Vertrag bei Victory Records unterzeichnete. Bei diesem Label erschien das Debütalbum The Exodus of Autonomy im Jahr 2009. Im Jahr 2010 veränderte sich die Besetzung, indem der Gitarrist John Vail und der Bassist Rico Marziali als neue Mitglieder hinzu kamen. Später im selben Jahr schloss sich mit Beyond the Gate das nächste Album an. Es folgten Auftritte zusammen mit Killwhitneydead, Diskreet und Havok. Im Jahr 2011 veränderte sich die Besetzung erneut: Die Band bestand nun aus dem Sänger Adam Cody, dem Bassisten Andrew Grevey, dem Schlagzeuger Wieczorek und den Gitarristen Vail und Funderburk. Daraufhin nahm die Band an der The Metal Alliance Tour teil und spielte dabei zusammen mit The Faceless, Job for a Cowboy, DevilDriver, 3 Inches of Blood und Dying Fetus. 2012 erschien zudem das Album Son of Perdition. Danach gab es Auftritte zusammen mit Death Angel, Six Feet Under, Soilwork, Jeff Loomis, The Browning und Blackguard.

## Stil
Laut Thomas Strater vom Metal Hammer wolle die Band auf Beyond the Gate „das Beste aus Death- und Thrash Metal mit einer guten Portion Melodie und Prog vermengen. Dazu werden Größen wie Black Dahlia Murder oder Decrepit Birth zitiert, eine auch nur ähnliche Qualität können sie dabei aber nicht aufweisen“. Trotz „Spielfreude und Fingerfertigkeit“ ergebe sich jedoch nur ein langweiliger „Fidelei-Brocken“. Billy Powers Gesang bestünde zudem nur aus „kehligem Growling“. Yiannis Dafopoulos von metal-temple.com beschrieb die Musik als eine Mischung aus Melodic Death Metal und Deathcore, wobei das Spiel der Instrumente technisch anspruchsvoll sei. Dafopoulos verglich die Band dabei mit The Black Dahlia Murder. Thomas Strater beschrieb die Band auf Son of Perdition als eine Mischung aus The Black Dahlia Murder und Between the Buried and Me. In den Liedern würden sich zudem schnelle, aggressive und langsame, progressive Passagen abwechseln.

## Diskografie
- 2009: A Preservation of Immortality (Single, Victory Records)
- 2009: The Exodus of Autonomy (Album, Victory Records)
- 2010: Beyond the Gate (Album, Victory Records)
- 2012: Son of Perdition (Album, Victory Records)
- 2014: Cannibal (Album, Victory Records)